# Ali Abu Shwaima
Ali ʿAbd al-Latìf Abu Shwaima (Amman, 13 ottobre 1950) è un imam giordano; imam della moschea di Segrate, è considerato uno dei maggiori esponenti e rappresentanti dell'Islam in Italia.

## Biografia
Nato ad Amman, in Giordania nella famiglia Abu Shwaima, di origine palestinese (che vantava una discendenza da uno dei compagni di Maometto, Abu Dharr al-Ghifari), dopo il termine degli studi superiori e la formazione religiosa in Giordania, si trasferisce in Italia per frequentare l'università. Trascorre sei mesi a Perugia per l'apprendimento della lingua italiana e nel 1970 vi fonda l'"Unione degli studenti musulmani in Italia" (USMI), con lo scopo di favorire i contatti tra le presenze islamiche nelle varie università italiane e i musulmani già presenti sul territorio.
Iscrittosi alla facoltà di medicina a Milano, fonda nel 1974 un centro, che nel 1977 divenne ufficialmente con atto notarile  "Centro islamico", con prima sede in via Anacreonte. Negli anni ottanta, in qualità di presidente del Centro, instaura rapporti con il comune e con le autorità italiane e partecipa alla Consulta del comune di Milano per gli stranieri e alla Consulta regionale della Lombardia.
Ottenuta la cittadinanza italiana e laureatosi in medicina con specializzazione in medicina interna, si iscrive all'albo dei medici di Milano nel 1986 e lavora in una delle strutture sanitarie locali cittadine.
Nel 1987 fa parte della delegazione islamica che presenta alla Commissione affari costituzionali della Camera la prima bozza di intesa tra la Comunità islamica e lo Stato italiano. Nel 1988 fonda la moschea di Segrate, inaugurata il 28 maggio, la prima costruita in Italia con cupola e minareto dopo la distruzione delle moschee di Lucera nel 1300.
Nel 1989 è fra i promotori della creazione dell'Unione delle comunità e delle organizzazioni islamiche in Italia (UCOII), di cui viene eletto primo segretario generale nel 1990 ad Ancona.
Per sottrarre i luoghi di culto nel frattempo aperti in Italia ai condizionamenti dei contratti di locazione, aveva inoltre promosso la costituzione di un waqf dei beni immobili islamici in Italia ("Ente di gestione dei beni immobili islamici in Italia" o "al-Waqf al-Islāmī fī Īṭāliya", fondato nel 1989), di cui è il primo presidente. 
È inoltre eletto, sempre nel 1990, presidente del Centro islamico da lui fondato negli anni settanta, che in quell'anno prende il nome di "Centro islamico di Milano e Lombardia".
Negli anni novanta svolge un ruolo di portavoce dell'Islam in diverse trasmissioni radiofoniche e televisive e in conferenze, dibattiti e tavole rotonde. Promuove la formazione di una comunità islamica, integrata nel contesto politico-culturale della società italiana, fondata sul pluralismo religioso, politico, ideologico; e si attiva per combattere i pregiudizi nei confronti dell'Islam.
Partecipa inoltre alla costituzione della Federazione delle organizzazioni islamiche in Europa (FIOE), di cui è membro del direttivo, con responsabilità per la sezione culturale. È inoltre membro fondatore dell'"Istituto europeo di scienze umane" con sede in Francia, di cui è stato presidente negli anni 1999-2000 ed è direttore responsabile della rivista in lingua araba al-Ūrubiyya ("L'Europeo").
Tra il 2000 e il 2002 viene eletto presidente della consulta cittadina per stranieri nel comune dove risiede (Pioltello).
Nel 2004 è stato vittima di alcune coltellate infertegli da un giovane marocchino, che sosteneva Shwaima celebrasse in modo scorretto il rituale religioso; secondo i rappresentanti della moschea il ragazzo non sarebbe un fanatico religioso ma un "disadattato". L'imam è stato ricoverato in gravi condizioni ma non ha riportato danni permanenti.
Ali Abu Shwaima è stato accusato nell'ottobre del 2006 dalla parlamentare Daniela Santanchè, allora esponente di Alleanza Nazionale, di aver pronunciato a margine di una trasmissione televisiva una Fatwā che comporterebbe una condanna a morte nei confronti della deputata. La notizia, diffusa il giorno seguente in un articolo del giornalista Magdi Allam sul Corriere della Sera, si basa sul fatto che secondo la Santanchè l'imam avrebbe, alcuni minuti dopo il termine di un dibattito televisivo tra i due, apostrofato la parlamentare con la frase «lei semina l'odio, è un'infedele». Secondo Magdi Allam - che all'epoca non aveva ancora abiurato l'Islam in favore del Cristianesimo - tale frase era assimilabile a un'accusa di apostasia (anche se la Santanchè, che non è mai stata musulmana, non può abbandonare un Islam in cui non è mai entrata), punibile con la morte secondo alcune interpretazioni radicali del Corano.
Alcuni giorni dopo il Ministero dell'Interno ha accolto la richiesta di scorta avanzata dalla Santanchè a causa della presunta minaccia. L'imam, intervenuto nuovamente nei giorni successivi in una trasmissione televisiva, ha dichiarato di non aver emesso nessuna Fatwā (che comunque non ha titolo di emettere e che dovrebbe essere emessa semmai in un procedimento formale da un ʿulamāʾ) e che ritiene che "la vita è sacra, sia di un musulmano che di un non musulmano".